# Алиева, Шамама Танрыверди кызы
Шамама Танрыверди кызы Алиева (азерб. Şamama Tanrıverdi qızı Əliyeva, 1 мая 1938 — 7 января 2020) — азербайджанский и советский хлопкороб, колхозница хлопководческого колхоза «Коммунист» Евлахского района Азербайджанской ССР, депутат Верховного Совета Азербайджанской ССР, кавалер ордена Ленина, Герой Социалистического Труда. Мать-героиня.

## Биография
Шамама Танрыверди кызы Алиева родилась 1 мая 1938 года в крестьянской семье. С детства интересовалась хлопководством. Трудовую деятельность начала рядовым хлопкоробом. Работала в хлопководческом колхозе «Коммунист» Евлахского района Азербайджанской ССР. Наилучший результат Алиевой — 280—320 кг хлопка в день.
К 1970 году за пять лет Алиева собрала 43 тонны хлопка. В 1970 году ей удалось собрать 14 тон 400 кг хлопка. В этом же году Алиева была награждена орденом Ленина. С тех пор четыре года Шамама Алиева была депутатом Верховного Совета Азербайджана.
В начале уборочных работ 1976 года Шамама Алиева обратилась к хлопкоробам и призвала их соревноваться за 15 тон хлопка. Многие хлопкоробы, являющиеся мастерами скоростного сбора, присоединились к призыву Алиевой. Только в колхозе «Коммунист» призыв Алиевой поддержали десятки хлопкоробов. В результате многие бригады собрали хлопка значительно больше установленной нормы. Сама Шамама Алиева в первом году десятой пятилетки собрала более 15 тонн хлопка.
Указом Президиума Верховного Совета СССР от 10 марта 1982 года за достижение высоких результатов и трудовой героизм, проявленный в выполнении планов и социалистических обязательств по увеличению производства и продажи государству хлопка, винограда, овощей и других сельскохозяйственных продуктов в 1981 году Алиевой Шамаме Танрыверди кызы присвоено звание Героя Социалистического Труда с вручением ордена Ленина и золотой медали «Серп и Молот»..
Несмотря на то, что городской партийный комитет предлагал Шамаме Алиевой заочно учиться в Кировобадском аграрном институте, Алиева отказалась, заявив, что она хлопкороб.
Алиева являлась создателем и руководителем фермерского производства «Чинар». Занималась собиранием хлопка, зерна и скотоводством.
Шамама Алиева продолжала собирать хлопок даже в возрасте 80 лет.
В 2002 году удостоена Персональной стипендии Президента Азербайджанской Республики.
Скончалась Шамама Алиева 9 января 2020 года.

## Личная жизнь
Шамама Алиева вышла замуж за своего односельчанина, который работал шофёром в том же колхозе, где работала Алиева. У семейной пары было 10 детей. У Шамамы Алиевой — 28 внуков.